# Курили (Канфанар)
Курили (итал. Curilli) је насељено место у Републици Хрватској у Истарској жупанији. Административно је у саставу општине Канфанар.

## Географија
Налази се у централном делу Истре, 22 км удаљено од Пазина, а 5 км југозападно од Канфанара близу главног пута који повезује Канфанар и Ровињ. Становништво се бави пољоприведом и сточарством.

## Историја
До територијалне реорганизације У Хрватској налазило се у саставу старе општине Ровињ.

## Становништво
Према попису становништва из 2011. године у насељу Курили било је 37 становника који су живели у 15 породичних домаћинстава.
Кретање броја становника по пописима 1857—2001.
| година пописа   | 1857. | 1869. | 1880. | 1890. | 1900. | 1910. | 1921. | 1931. | 1948. | 1953. | 1961. | 1971. | 1981. | 1991. | 2001. | 2011. |
| Број становника | 0     | 0     | 71    | 62    | 88    | 113   | 0     | 0     | 129   | 111   | 89    | 64    | 44    | 24    | 31    | 37    |

Напомена: У 1857. 1869. 1921. и 1931, подаци су садржани у насељу Сошићи.